# Casa de Magdalena Betbesé Rodés de Sanjuan
La Casa de Magdalena Betbesé Rodés de Sanjuan és una obra racionalista de Tarragona protegida com a Bé Cultural d'Interès Local.

## Descripció
Edifici d'habitatges amb dues importants façanes, una dona a la plaça de la Font i l'altra al carrer del Cós del Bou, exemples interessants de les formes de l'arquitectura racionalista. Construït en la postguerra. Ocupa una parcel·la molt regular que permet ubicar tres obertures a la plaça. L'edifici és de planta baixa i quatre pisos. El principal té a la cantonada una tribuna tancada, coronada per una balconada seguida amb balcons de ferro forjat. Hi ha un particular interès per recalcar la zona de la cantonada amb la col·locació del mirador a la part superior. L'edifici participa de les formes inspirades en les formes dels vaixells (transatlàntics), pròpies del període d'entreguerres.
Les formes recorden els postulats de Le Corbusier (transatlàntics). La qualitat del conjunt s'observa pel sistema de proporcions dels buits.
Tot l'interès de la construcció rau en la decoració racionalista, en la disposició harmònica dels buits i en la perfecta harmonia amb la resta d'alçats.